# 美浜町民の歌
「美浜町民の歌」（みはまちょうみんのうた）は、日本の福井県三方郡美浜町が制定した町民歌である。作詞は森菊蔵、作曲は松山かずお（五木ひろしの別名義）。
本記事では、町民歌と同時に制定された「若狭美浜音頭」（わかさみはまおんど）についても解説する。

## 解説
1979年（昭和54年）に美浜町の町制25周年記念事業として制定され、株式会社東京企画を主宰していた詩人の森菊蔵が作詞、地元出身の演歌歌手である五木ひろしが作曲（「松山かずお」名義）および創唱を行っている。
発表演奏は8月15日に町民グランドで行われ、町民全員にミノルフォン製造のシングル盤（規格品番：PR-108）が配布された。
2014年（平成26年）の町制60周年記念式典で演奏されたものの、公式サイト上に楽曲の紹介は無い。町役場では普及活動を行うため制定時のレコードを基にCD化を企画しているが、作詞者である森菊蔵（1997年没）の遺族と連絡が付かないとして著作権情報センターのサイトに情報提供を呼び掛ける広告を掲載している。

### 若狭美浜音頭
同時に制定された町民音頭の「若狭美浜音頭」は作詞・作曲者とも「美浜町民の歌」と同一で、五木ひろしの歌唱により同じレコードのB面に収録されている。